# Ziua ocupației sovietice (Republica Moldova)
Ziua ocupației sovietice a fost o zi comemorativă în Republica Moldova, aceasta a fost adoptată prin decret prezidențial de către Mihai Ghimpu la 24 iunie 2010, ziua de 28 iunie urmând a fi comemorată anual, însă acest decret a fost anulat în același an de către Curtea Constituțională. Potrivit instanței, decretul nu se conforma cu Legea fundamentală a țării.
Decretul ordona organizarea de manifestații comemorative în ziua respectivă și „lansarea procedurilor de ridicare a unui monument pentru victimele ocupației sovietice și regimului comunist, în Piața Marii Adunări Naționale”. Documentul mai cerea Rusiei să-și retragă imediat trupele din Transnistria.